# Sandaoqiao
Sandaoqiao (kinesiska: 三道桥, 三道桥镇) är en köping i Kina. Den ligger i den autonoma regionen Inre Mongoliet, i den norra delen av landet, omkring 390 kilometer väster om regionhuvudstaden Hohhot. Antalet invånare är 23668. Befolkningen består av 11 265 kvinnor och 12 403 män. Barn under 15 år utgör 10,0 %, vuxna 15-64 år 79 %, och äldre över 65 år 10,0 %.
Genomsnittlig årsnederbörd är 214 millimeter. Den regnigaste månaden är juni, med i genomsnitt 55 mm nederbörd, och den torraste är december, med 1 mm nederbörd.